# Semiothisa elephantedestructa
Semiothisa elephantedestructa is een vlinder uit de familie van de spanners (Geometridae). De wetenschappelijke naam van de soort is voor het eerst geldig gepubliceerd in 1988 door Bänziger & Fletcher.